# G.M.S.
GMS (также известные как Growling Mad Scientists) — нидерландский музыкальный коллектив, играющий в стиле psychedelic trance, который достиг существенной популярности с начала 1990-х годов к настоящему времени (2007 год). Трио собрало большое число поклонников по всему миру.

## История группы
Проект был сформирован тремя музыкантами: Sajahan Matkin (более известным как Риктам), Joe Quinteros (более известным как Банси) и Sebastian Claro (который вскоре вышел из проекта). GMS был создан в городе Амстердам, расположенном в северной части Нидерландов в 1995 году. Тогда Риктам и Банси уже были известными транс диджеями, и их почти каждые выходные приглашали играть на вечеринках по всему миру. После просиживания в студиях у друзей и ознакомления с ними, они решили создать свою студию и начали закупать оборудование. Это позволило им начать самим писать музыку. Они уже умели играть на некоторых инструментах, поэтому это не было так трудно для них. К тому же это сочеталось с их хорошими способностями в этой области.
В 1997 году GMS перенесли свою студию из Амстердама на Ивису, в одно из самых популярных клубных мест Европы. Там проводилось огромное количество вечеринок, где они могли играть свои новейшие треки, а заодно и проверять их качество.
В 2000 году GMS открыли свой собственный лейбл Spun Records, и он стал первым psychedelic trance лейблом на Ивисе. С первыми двумя выпусками: «GMS Vs Systembusters» и «Genetic Process», лейбл Spun утвердился на сцене, как лейбл, выпускающий исключительно качественные и эксклюзивные релизы.

## Музыканты
Sajahan Matkin родился в 1976 году в Амстердаме.
Он встретил своего соучастника Bansi в кофейне, когда ему было всего 14 лет.
Когда ему исполнилось 15, он покинул школу и уехал путешествовать в Индию, в штат Гоа, чтобы посетить проводившиеся там трансовые вечеринки.
После возвращения в Амстердам в 1995 из другой поездки в Индию, он с Bansi начал сам писать музыку.
Теперь он живёт на Ивисе.
Bansi Quinteros родился в Барселоне в 1976 году. Он играл на барабанах 6 лет, начиная с 11 лет. Он также играл на гитаре, так как его отец был музыкант. В 14 лет он встретил Riktam, и после совместной поездки в штат Гоа они создали группу GMS. Кинтерос скончался 19 июня 2018 года, после долгой борьбы с редким заболеванием рака крови.

## Дискография
- Chaos Laboratory (Hadshot Haheizar, 1997)
- The Growly Family (TIP Records, 1998)
- GMS Vs. Systembusters (Spun Records, 1999)
- Tri-Ball University (TIP Records, 2000)
- The Hitz (TIP Records, 2000)
- No Rules (Spirit Zone Records, 2002)
- The Remixes (Spun Records, 2003)
- Emergency Broadcast System (Spun Records, 2005)